# يوم ذو ليان
يوم ذو ليان احد ايام العرب في الجاهلية، وكان بين بنو دارم من تميم وبين بنو كلاب من عامر بن صعصعة.

## المعركة
أغار يزيد بن الصعق الكلابي على هجائن النعمان وكان قد أعطاها لضمرة بن ضمرة الدارمي، فأغار يزيد عليها في ذي ليان، فأغار ضمرة بن ضمرة ببني دارم على يزيد فاستنقذ الإبل إلا لقائح يسيرة، وأسر قيس بن يزيد حتى افتداه يزيد بباقي الإبل، وبمائة من الإبل غير التي أرجعها. فقال ضمرة بن ضمرة: